# بالميرا دو بياوي
بالميرا دو بياوي بلدية في ولاية بياوي في المنطقة الشمالية الشرقية من البرازيل.